# Miranszah
Miranszah (albo Miran Szah) (ur. ok. 1367/768, zm. 13 kwietnia 1408/16 Zu al-Kada 810) – władca z dynastii Timurydów, panujący w Azerbejdżanie od roku 1405/807 aż do śmierci.
Syn Timura, za życia ojca był m.in. namiestnikiem Chorasanu i Azerbejdżanu. Po nieudanym buncie w latach 1398-1399/800-801 ojciec odsunął go od wszelkich stanowisk. Po jego śmierci (1405/807) walczył ze swoim synem Omarem o panowanie nad Azerbejdżanem. Zginął w bitwie z turkmeńskim władcą Kara Jusufem.

## Pochodzenie i losy do śmierci ojca
Był trzecim synem Timura (1370/771–1405/807). Jego matką była konkubina o imieniu Mengliczek. Ojciec ożenił go z dwiema kobietami z rodu Czyngis-chana, z których jedna, Säwin-beg, była wnuczką chana Złotej Ordy Ozbega (1313/713–1341/742). Uprzednio była ona żoną Dżahangira, starszego z synów Timura, i została oddana Miranszahowi po jego śmierci. Dzięki tym małżeństwom Miranszah mógł przyjąć honorowy tytuł „kürgen”, to jest „zięć” (w domyśle rodu Czyngis-chana).
W roku 1380-1381/782 otrzymał z rąk ojca namiestnictwo Chorasanu. Dzielił władzę z kilkoma doświadczonymi emirami Timura i spędzał większość czasu poza prowincją, towarzysząc ojcu w jego kampaniach w zachodnim Iranie w latach 1384-1385/786-787, w Chorezmie i stepie Kipczackim w latach 1388-1389/790 i 1390-1391/792-793 oraz w „kampanii pięcioletniej” w Iranie w latach 1392–1396/794 – 798. Powracał do Chorasanu tylko żeby stłumić lokalne rebelie. Po jednej z nich w roku 1389/791 zaprosił na bankiet ostatnich przedstawicieli rządzącej niegdyś Heratem dynastii Kartów i zgładził ich.
W roku 1393/795 otrzymał namiestnictwo Azerbejdżanu, które w nawiązaniu do tego że niegdyś stanowiło centrum państwa Ilchanidów zostało nazwane „tronem Hulagu”. Przeniósł się tam jednak nie od razu, najpierw biorąc udział w kampanii ojca w stepie Kipczackim w latach 1395-1396/797-798. Jako namiestnik Azerbejdżanu własnoręcznie zgładził założyciela sekty horufitów, Fazlollaha Astarabadiego (zm. 1394/796). Horufici zaczęli go uważać za „antychrysta” (Ad-Dadżdżala) i nazywać Maranszah („król węży”).
Podczas kampanii Timura w Indiach w latach 1398-1399/800-801 pozostał w Azerbejdżanie, a według kronikarzy wskutek upadku z konia pojawiły się u niego objawy choroby umysłowej. Miał on m.in. zabijać niewinnych ludzi i burzyć budynki w Tebrizie i Soltanije, marnotrawić publiczne pieniądze, dokonać ekshumacji zwłok Raszida ad-Dina, prześladować Säwin-beg oraz emirów, a także wysłać do ojca list, w którym oskarżał go o wyniosłość i liczne grzechy oraz upominał, że czas już przekazać władzę synom. Prawdopodobnie była to próba zdobycia niezależności, a wbrew twierdzeniom oficjalnych kronik Miranszah wcale nie zwariował. Nie jest także jasne czy rzeczywiście popełnił wszystkie wyżej opisane czyny. W dokumentach z tego okresu w widoczny sposób pomija on imię Timura.
Timur przybył do Tebrizu w roku 1399/802, a Miranszah poddał się bez walki. Ojciec pozbawił go władzy, poza tym jednak nie czyniąc mu żadnej krzywdy, ale zabijając jego doradców. Odtąd Timur trzymał go blisko siebie. Azerbejdżan otrzymał Mohammad Soltan, syn Dżahangira. Kiedy zmarł on w roku 1403/805, Timur chciał przekazać tę prowincję najstarszemu synowi Miranszaha, Aba Bakrowi (1405/807–1408/810), ale ten odmówił ze względu na swoje uczucia do ojca. W rezultacie Aba Bakr został namiestnikiem Bagdadu i w kwietniu-maju 1404/Szawwalu 806 Miranszah otrzymał zgodę na udanie się tam wraz z nim, natomiast Azerbejdżanem zaczął rządzić jego młodszy syn, Omar.

## Walka o Azerbejdżan
Po śmierci Timura w roku 1405/807 Aba Bakr utracił Irak na rzecz jego dawnego władcy, Soltana Ahmada (1382/784–1410/813) z dynastii Dżalajirydów, i wraz z ojcem udał się do swojego brata Omara. Jeszcze w tym samym roku Miranszah razem z Aba Bakrem wyruszył w kierunku Samarkandy, żeby wspomóc w walce o nią swojego innego syna, Chalila Soltana (1405/807–1409/811). Na wieść o jego pochodzie najgroźniejszy rywal Chalila Soltana, brat Miranszaha Szahroch (1405/807–1447/850), odstąpił od zamierzonego ataku, tak, że cel Miranszaha został osiągnięty. Aba Bakr i Omar pokłócili się, i młodszy z braci nakazał uwięzienie starszego, zaś Miranszah uciekł do Chorasanu. Po ucieczce Aba Bakra z więzienia ojciec wraz z synem zebrali nową armię i zdobyli Soltanije. Część emirów Omara opuściła go, a mieszkańcy Tebrizu odmówili wpuszczenia go do miasta gdy chciał się on w nim schronić wraz ze swoją armią.
Omar udał się do Farsu, gdzie miał nadzieję uzyskać pomoc od synów Omara Szejcha – Pir Mohammada, Eskandara i Rostama. Wraz z nimi zaatakował on Aba Bakra, koalicjanci zostali jednak przez niego pokonani w kwietniu 1406/Zu al-Kada 808. Omar uciekł do Chorasanu, gdzie zmarł pod koniec 1407/809. Aba Bakr wraz z Miranszahem musieli jednak nadal walczyć o Azerbejdżan z Dżalajirydami, a także turkmeńską federacją Kara Kojunlu, której przewodził Kara Jusuf (1389/792–1420/823).
Jeszcze w roku 1406/808 Tebriz zajął turkmeński rebeliant Bistam Dżagir, który następnie przekazał go Soltan Ahmadowi. Aba Bakr podszedł pod miasto, nie odważył się jednak do niego wkroczyć z powodu panującej w nim zarazy. 15 października 1406/2 Dżumada 809 został on pokonany przez Kara Jusufa w bitwie na terenie Nachiczewanu. W odwrocie Aba Bakr pozwolił swojej armii na splądrowanie Tebrizu. Kara Jusuf dotarł aż do Soltanije, której ludność kazał przesiedlić do Tebrizu, Maraghi i Ardabilu. Aba Bakr wkrótce znowu był w Azerbejdżanie, jednak 13 kwietnia 1408/16 Zu al-Kada 810 Kara Jusuf pokonał go ponownie w bitwie pod Sard Rud nieopodal Tebrizu. Miranszah poległ w niej i został pochowany na cmentarzu Surchab w Tebrizie.
Jeden z synów Miranszaha, Sidi Ahmad, poślubił Rokijję Soltan, córkę przywódcy federacji Ak Kojunlu Kara Osmana (1403/805–1435/839) i jego potomkowie pozostali w Azerbejdżanie, jako klan „Miranszahi” dzierżąc wśród Ak Kojunlu ważną pozycję. Z kolei wnuk Miranszaha, Abu Sa’id (1451/855–1469/873), zdobył władzę w północno-wschodniej części dziedzictwa Timurydów w roku 1451/855. Wnuk Abu Sa’ida, Babur (1494/899–1530/937), był założycielem dynastii Wielkich Mogołów.